# Amândio Silva
Amândio José da Silva (Porto, 11 de abril de 1923 – Porto, 27 de julho de 2000) foi um artista polifacetado, pintor, mas também designer, tendo trabalhado nas áreas de desenho, gravura, litografia, ilustração, caricatura, tapeçaria, cerâmica, cenografia e escultura.

## Biografia
Formou-se em Pintura na Escola Superior de Belas Artes do Porto, com 20 valores na sua prova final, tendo como Mestre de pintura Dordio Gomes.
Na década de 1940 fez parte do Grupo "Independentes", onde participaram, entre outros, Júlio Resende, Fernando Lanhas, Nadir Afonso e Júlio Pomar.
Foi Professor na Escola Superior de Belas Artes do Porto (ESBAP) desde 1962 até à sua jubilação em 1993.
Desde 1958 foi Diretor Artístico da Casa-Museu Abel Salazar; foi Diretor do Museu da Fundação de Cupertino de Miranda em Famalicão de 1972 a 1983 onde organizou a I Bienal de Artistas Novos.
Manteve uma intensa atividade com inúmeras instituições Culturais e Desportivas do Porto, nomeadamente o Cineclube do Porto, o Teatro Experimental do Porto, a Associação Cultural dos Amigos do Porto, o Clube Lyons do Porto e o Clube Nacional de Montanhismo. Foi diretor do Sport Clube do Porto. Foi Secretário geral da Direção, Diretor Técnico, Instrutor do Clube Nacional de Montanhismo. Foi guia especialista da Serra do Gerês e da Serra do Marão.
O acervo de Amândio Silva foi transferido em 2024 para a Fundação Marques da Silva, podendo em breve ser consultado e estudado.

## Obra

### Pintura
| “ | “[…] O sentido comum da sua obra pictórica traduz-se na atenção que presta às problemáticas sociais e regionais, na representação de um real que lhe é próximo, porque intrínseco à sua génese- o Porto, e a partir de 1948, por afinidade, na região do Alto Douro. […]” | ” |

Realizou inúmeros retratos, destacando-se dos reitores da Universidade do Porto Ruy Luís Gomes e Oliveira Ramos, expostos no Salão Nobre do Edifício da Reitoria da U.Porto.

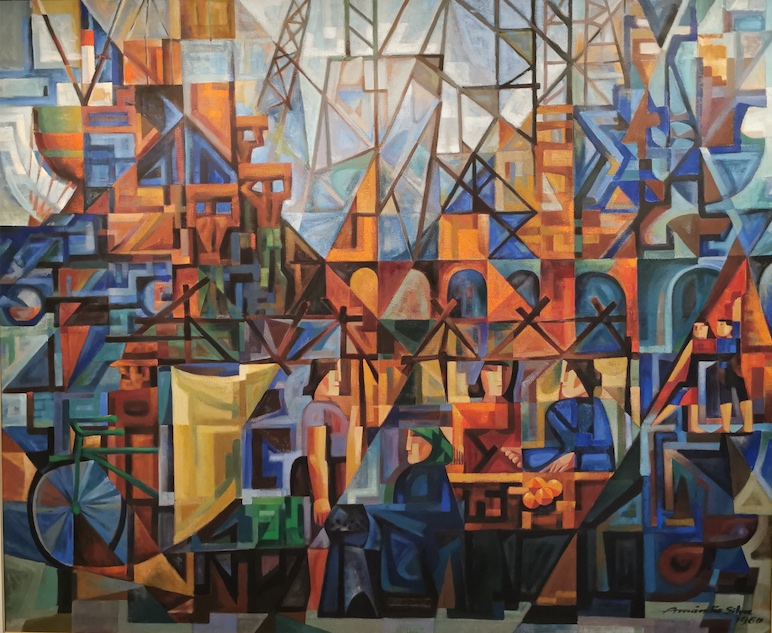
Cidade (1960), óleo sobre tela, 200 x 240 cm

Tem trabalhos expostos na Exponor, nas Pousadas de Miranda do Douro, Bragança, Valença do Minho e Palmela, nas coleções do Banco Comercial Português (BCP), assim como em diversas coleções particulares, oficiais e museus.

### Obra gráfica
Amândio Silva dedicou-se como designer a inúmeras colaborações em publicações nomeadamente da ESBAP (1957–1968); o Boletim Informativo da Câmara Municipal do Porto (1973/74); o Boletim de Camilo, editado pela Casa de Camilo Castelo Branco (1964–1976); criação artística e gráfica na maioria das publicações do Banco Português do Atlântico (1968–1992).

É autor de inúmeras gravuras e litografias. Iniciou a edição de álbuns de litografias originais – Publicações de Arte Contemporânea. Deu colaboração artística e literária a jornais e revistas entre as quais “O Primeiro de Janeiro”, o “Diário do Norte”, o “Jornal de Notícias”, “Vértice", "Praça Nova" e "Europa 80". Ilustrou livros de Agustina Bessa Luís, Papiniano Carlos, Luís Veiga Leitão, Lucinda Araújo, Maria Almira Medina, entre outros.

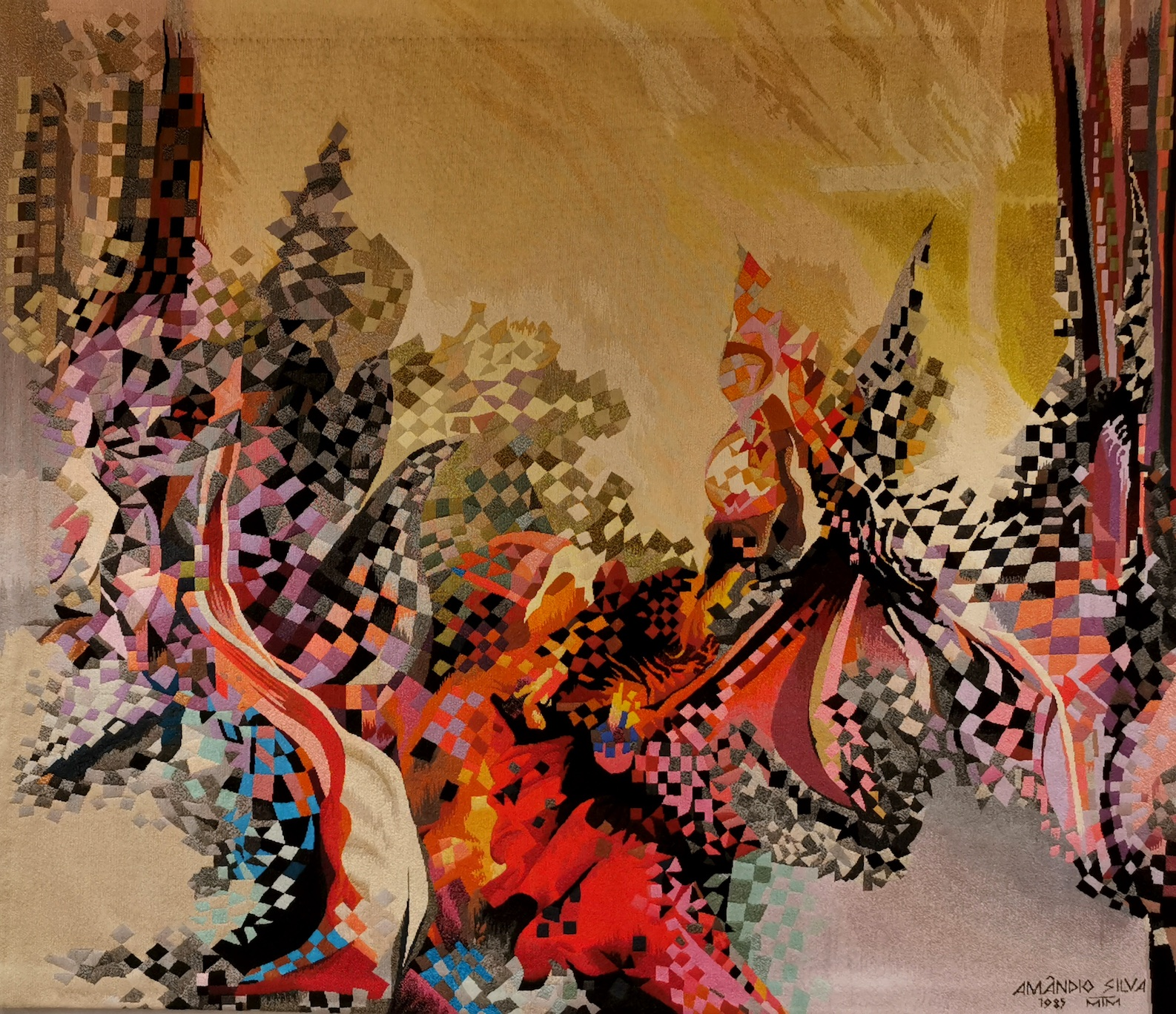
Tapeçaria Janela do Tempo (1985), Porto Palácio Hotel

### Tapeçaria e vitral
Amândio Silva dedicou-se ativamente à "pintura mural", bem como à tapeçaria e ao vitral. São de destacar como as suas principais obras, as seguintes tapeçarias:
- "Portucale Civitas Virginis", Palácio de Justiça do Porto (1961)
- "Lagos primeiro porto das Descobertas", Palácio de Justiça de Lagos (1969)
- "João das Regras e a revivescência do Direito", Palácio de Justiça em Lisboa (1970)
- "Figueira de Castelo Rodrigo", Tribunal Judicial de Figueira de Castelo Rodrigo (1973)
- "Outono", Pousada de Bragança
- "Primavera", Pousada de Valença (1965)
- "Verão", Junta de Turismo de Vizela
- "Ilha da Madeira", Hotel Reid's do Funchal
- "Novo Pégaso", Agência de Viagem Star, em Lisboa
- "Agnus Dei, Altar-mor da Igreja Paroquial de São Pedro da Cova
- "Mensagem", Sede Europeia da ITT, Bruxelas, Bélgica

- "Árvore", edifício da Caixa Geral de Depósitos do Porto (1986)
- "Janelas do Tempo" (conjunto de sete tapeçarias), "Nona Sinfonia", "Preludio Beirão", "Douro", Porto Palácio Hotel (1985–1987)
- "Aurora", "Sonac", "Energia", "Para Além da Eternidade", Sede da Sonae, Maia (1994)
- "Nas Asas de um Sonho” (três tapeçarias), Marinotel, Vilamoura

A tapeçaria "Árvore", com 600x1000 cm (60 m³) era, à data (1986), a maior tapeçaria exposta em Portugal.

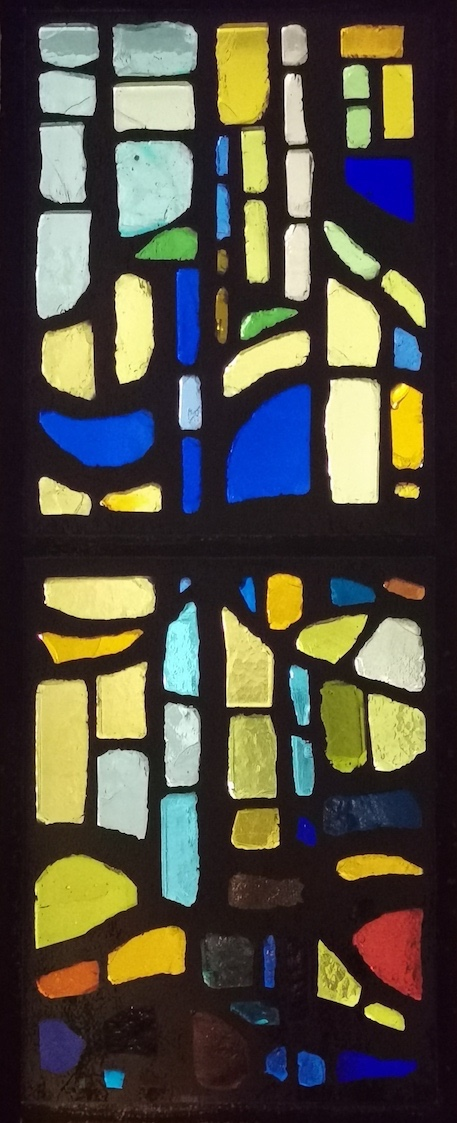
Vitral Stella Maris (1974), Nova Igreja dos Carmelitas Descalços, Foz do Douro, Porto

Na modalidade Vitral, destacam-se as seguintes obras:
- "Fafe" (três grandes vitrais), Câmara Municipal de Fafe
- "Almas", Capela das Almas, Porto (1964)
- Dois vitrais no Suisso Atlântico Hotel (atualmente Turim Restauradores Hotel), Lisboa
- Nove vitrais na Igreja Paroquial de Modelos, Paços de Ferreira
- Vitrais na nova Capela no Lar da Misericórdia de Paredes
- "Vitrais Stella Maris", Nova Igreja dos Carmelitas Descalços na Foz do Douro, Porto (1974)

## Exposições e Prémios
Para além de participar em exposições coletivas nacionais, a nível internacional participou nas seguintes exposições:
- 1956 - IV Bienal Internacional de Cincinnati, E.U.A.
- 1956/7 - Exposição itinerante de gravura moderna, numa seleção da Federação Americana de Artes
- 1957 - Exposição Internacional de Gravura, Galeria Nacional do Canada
- 1958 - V Bienal Internacional de Cincinnati, E.U.A.
- 1962 - VII Bienal Internacional Bianco e Nero de Lugano, Suiça
- 1962 - I Bienal Internacional de Tapeçaria de Lausanne, Suiça
- 1964 - IV Bienal Internacional de Gravura em Tóquio e Osaka, Japão
- 1965 - VIII Bienal Internacional de São Paulo, Brasil
- 1981 - Tapisserie de la Manufacture de Portalegre Portugal, Museu de Arte Moderna de Paris, França

Exposições individuais a título póstumo:
- 2006 - "Amândio Silva 1923–2000", Cooperativa Artística Árvore (pintura, cerâmica, desenho e obra gráfica) e Museu Nacional de Soares dos Reis (tapeçaria), Porto
- 2007 - "Amândio Silva", Galeria Municipal de Arte de Barcelos
- 2021 - “Doiro Retratado”, Espaço Miguel Torga, S. Martinho de Anta, Sabrosa
- 2021/2 - "Amândio Silva - DOURO Desenho e Aguarelas", Lugar do Desenho, Fundação Júlio Resende, Gondomar
- 2023/4 - "Amândio Silva - um pintor a reencontrar", Museu do Neo-Realismo, Vila Franca de Xira

Recebeu vários prémios, de que se destaca o Prémio Nacional de Gravura “Domingos Sequeira” na Exposição Nacional do Secretariado Nacional da Informação (1960), que se realizou no Museu Soares dos Reis no Porto, e seguidamente em Lisboa.